# Carterodon sulcidens
Carterodon sulcidens és una espècie de mamífer rosegador de la família de les rates espinoses. És endèmica de l'est del Brasil. El seu hàbitat natural són les zones de transició entre els boscos de galeria i els herbassars de cerrado. Viu a altituds d'entre 250 i 1.100 msnm. Està amenaçada per la transformació del seu entorn natural per a usos agrícoles.